# Synurella bifurca
Synurella bifurca är en kräftdjursart som först beskrevs av Hay 1882.  Synurella bifurca ingår i släktet Synurella och familjen Crangonyctidae. Inga underarter finns listade i Catalogue of Life.